# Australomisidia pilula
Australomisidia pilula è una specie di ragno araneomorfo appartenente alla famiglia dei Thomisidae endemica e diffusa unicamente nel territorio dell'Australia orientale.